# Dioscorea stenophylla
Dioscorea stenophylla är en enhjärtbladig växtart som beskrevs av Edwin Burton Uline. Dioscorea stenophylla ingår i släktet Dioscorea och familjen Dioscoreaceae. Inga underarter finns listade i Catalogue of Life.